# Bo-taoshi
Bo-taoshi (japonês: 棒倒し, Hepburn: bōtaoshi, literalmente "derrubar o poste") é um esporte do tipo pique bandeira, que faz parte da cultura japonesa. O bo-taoshi é famoso por seu tamanho, já que é praticado por duas equipes com 150 indivíduos cada, que competem pelo controle de um único grande mastro Cada equipe é dividida em dois grupos de 75 atacantes e 75 defensores. Os defensores partem com uma orientação defensiva em relação ao seu pólo, enquanto os atacantes assumem uma posição a alguma distância do pólo adversário. Uma equipe concede se sua vara é trazida para menos de 30 ° na horizontal (começando perpendicular, ou 90 °, na horizontal). Até uma mudança de regra em 1973, o mastro tinha apenas que ser trazido abaixo de 45 ° em relação à horizontal.

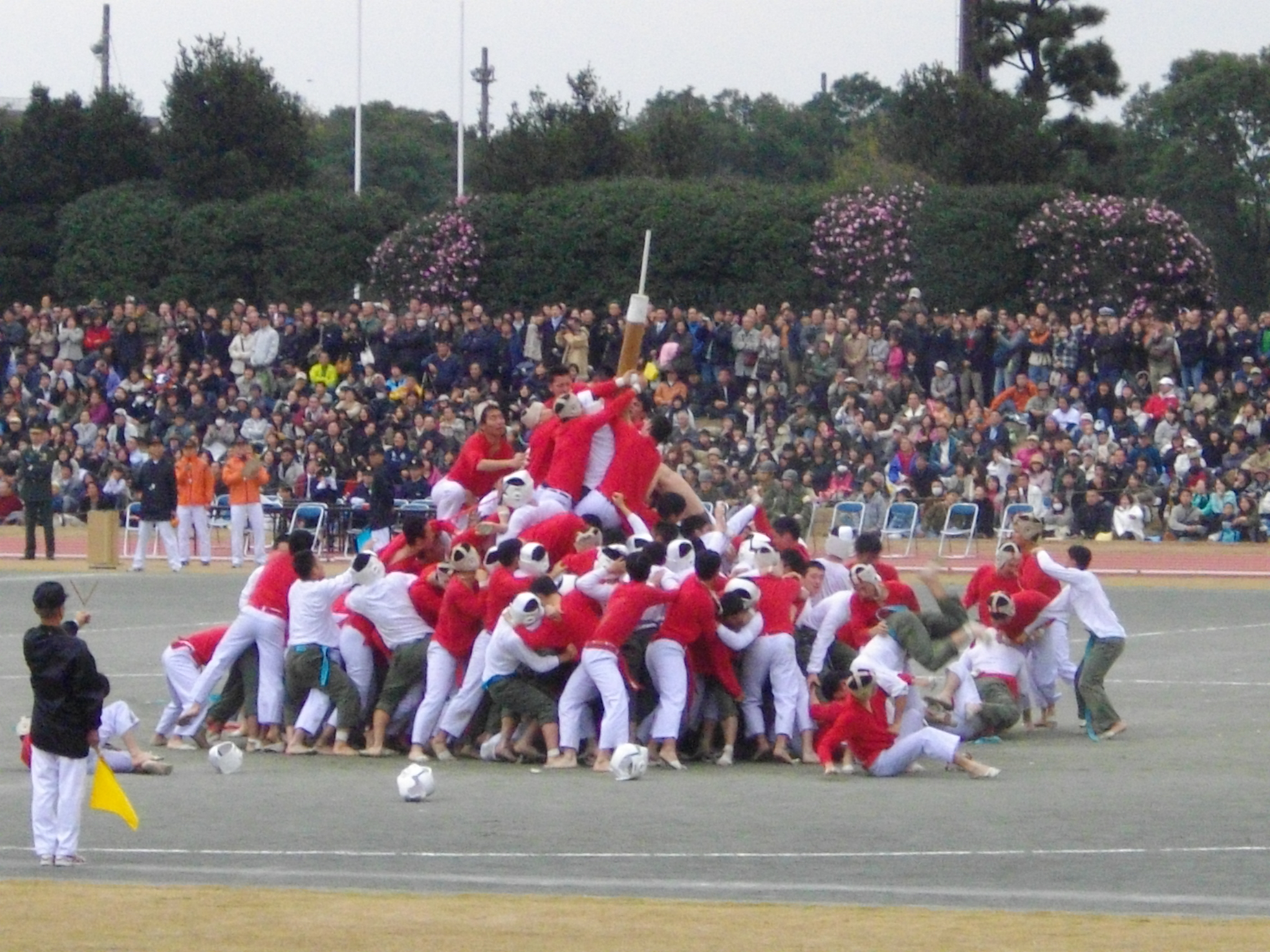
Duas equipes lutando pela posse do mastro.

Uma competição é realizada anualmente desde a fundação da National Defense Academy of Japan, em 1952, e tem como objetivo demonstrar a força física dos cadetes, suas capacidades operacionais e trabalho em equipe.
O esporte também é praticado durante o undōkai (japonês: 運動会, Hepburn: undōkai, literalmente "encontros esportivos"), uma espécie de evento dedicado aos esportes em escolas no Japão, com algumas adaptações nas regras tradicionais.

## Regras
O jogo consiste em duas equipas que se enfrentam com o objetivo de derrubar o poste do adversário, ao mesmo tempo que defendem o seu. As equipes são divididas em atacantes e defensores. No início do jogo cada equipe é dividida em dois grupos de igual número, um para o ataque e outro para a defesa, quando o árbitro dá a partida, tocando a campainha, os atacantes correm em grupos para a posição de defesa adversário, enquanto os defensores permanecem para proteger seu posto. A equipe que primeiro conseguir derrubar o poste do adversário, ou dobrá-lo em pelo menos 30 graus, vence.
O mastro tem uma altura média de 3 a 5 metros e é segurado de pé pelos defensores.
Dada a complexidade das operações e o grande número de jogadores envolvidos, o jogo requer habilidades físicas e táticas.

### Equipamentos
Dada a dinâmica de jogo, particularmente agressiva e o grande número de jogadores, o risco de lesões é particularmente elevado. Para reduzir os riscos, cuidados especiais são tomados, como o uso de capacetes de proteção semelhantes aos do futebol americano, a proibição do uso de calçados, a proibição do uso de bandanas, capuzes ou outras extensões roupas que podem ficar presas no meio da multidão, roupas ou partes delas que podem ser abrasivas ou afiadas.

## Na Cultura Popular
O bo-taoshi é o tema do filme “Stick Taoshi!”, lançado em 2003, e dirigo por Satoshi Maeda.